# Іпзах
Іпзах (нім. Ipsach) — громада  в Швейцарії в кантоні Берн, адміністративний округ Біль.

## Географія
Громада розташована на відстані близько 25 км на північний захід від Берна.
Іпзах має площу 1,9 км², з яких на 50,8% дозволяється будівництво (житлове та будівництво доріг), 45% використовуються в сільськогосподарських цілях, 3,7% зайнято лісами, 0,5% не є продуктивними (річки, льодовики або гори).

## Демографія
2019 року в громаді мешкало 3968 осіб (+1,4% порівняно з 2010 роком), іноземців було 12,3%. Густота населення становила 2088 осіб/км².
За віковим діапазоном населення розподілялося таким чином: 18,5% — особи молодші 20 років, 56,7% — особи у віці 20—64 років, 24,9% — особи у віці 65 років та старші. Було 1825 помешкань (у середньому 2,2 особи в помешканні).
Із загальної кількості 779 працюючих 7 було зайнятих в первинному секторі, 224 — в обробній промисловості, 548 — в галузі послуг.